# Bulgan (tỉnh)
Bulgan (tiếng Mông Cổ: Булган) là một trong 21 aimag (tỉnh) của Mông Cổ. Tỉnh nằm tại phía bắc đất nước và có thủ phủ cùng tên, Bulgan.

## Địa lý
Bulgan giáp với tỉnh Khövsgöl ở phía tây bắc, Arkhangai ở phía tây nam, Övörkhangai ở phía nam, Töv ở phía đông nam, và Selenge ở phía đông bắc, cộng hòa tự trị Buryatia của Nga ở phía bắc. Tỉnh nhỏ Orkhon nằm giữa Bulgan và Selenge.
Phần phía bắc của tỉnh có nét đặc trưng là những khu rừng núi cao, dần dần hòa vào các thảo nguyên khô cằn thuộc cao nguyên trung tâm Mông Cổ. Các con sông chính trong tỉnh là Orkhon và Selenge, cả hai đều chảy từ tỉnh Övörkhangai. Do vậy, phần phía nam của tỉnh Bulgan là một trong số ít nơi tại Mông Cổ có thể trồng trọt được.

## Giao thông
Sân bay Bulgan (UGA/ZMBN) có một đường băng chưa lát nhựa và có các chuyến bay thường kỳ đến thủ đô Ulan Bator, Khovd, và Mörön.

## Hành chính

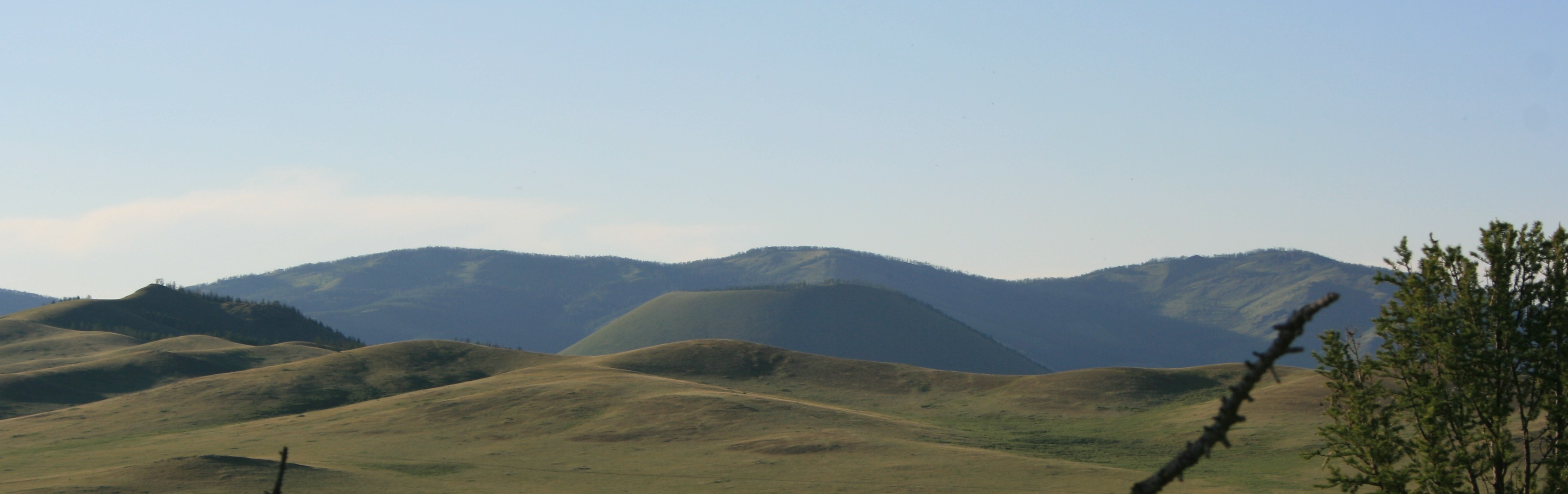
Uran Togoo, một ngọn núi tại miền tây Bulgan

| Sum           | Tiếng Mông Cổ | Dân số (2005) | Dân số (2008) | Dân số (2009) | Dân số trung tâm sum |
| ------------- | ------------- | ------------- | ------------- | ------------- | -------------------- |
| Bayan-Agt     | Баян-Агт      | 2.823         | 3.014         | 3.048         | 783                  |
| Bayannuur     | Баяннуур      | 1.303         | 1.418         | 1.526         | 857                  |
| Bugat         | Бугат         | 1.799         | 1.873         | 1.890         | 741                  |
| Bulgan        | Булган        | 11.984        | 12.323        | 12.396        | 11.221*              |
| Büregkhangai  | Бүрэгхангай   | 2.123         | 2.366         | 2.406         | 867                  |
| Dashinchilen  | Дашинчилэн    | 2.422         | 2.332         | 2.574         | 978                  |
| Gurvanbulag   | Гурванбулаг   | 3.221         | 3.052         | 3.119         | 617                  |
| Khangal       | Хангал        | 4.442         | 4.574         | 4.700         | 3747**               |
| Khishig-Öndör | Хишиг-Өндөр   | 3.057         | 3.196         | 3.171         | 1.275                |
| Khutag-Öndör  | Хутаг-Өндөр   | 4.236         | 4.561         | 4.591         | 1.950                |
| Mogod         | Могод         | 2.609         | 2.658         | 2.738         | 581                  |
| Orkhon        | Орхон         | 2.941         | 2.932         | 3.012         | 985                  |
| Rashaant      | Рашаант       | 3.206         | 3.083         | 3.131         | 1.672                |
| Saikhan       | Сайхан        | 3.685         | 3.748         | 3.747         | 1.139***             |
| Selenge       | Сэлэнгэ       | 3.057         | 3.248         | 3.271         | 1.879                |
| Teshig        | Тэшиг         | 3.520         | 3.496         | 3.514         | 1.038                |

* - Thành phố tỉnh lị.

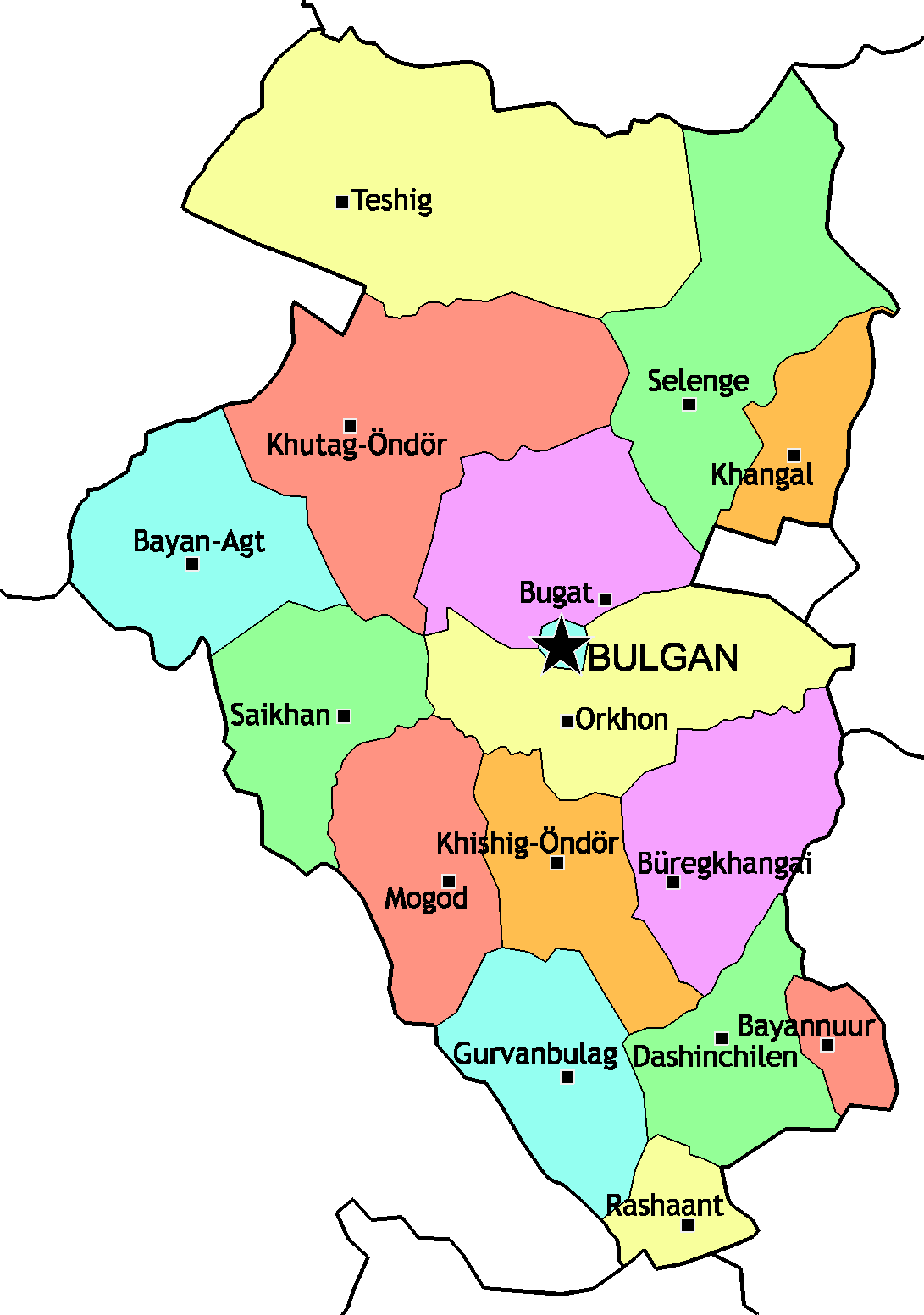
Các Sum của Bulgan

** - Số liệu bao gồm điểm định cư đô thị Khyalganat (3.300 dân), 25 km về phía bắc trung tâm sum Khangal
*** - Số liệu bao gồm điểm định cư đô thị Saikhan-Ovoo (500 dân), 25 km về phía tây-bắc trung tâm sum Saikhan